# ブリッジ (お笑い用語)
ブリッジ(bridge)とは、ショートコントや漫談などの連続した短いネタの間にはさむ言葉や動作をさすお笑い用語。ギャグの一種だが、複数回使用されるのが特徴である。
元来は放送・舞台用語であり、テレビ・ラジオ番組や舞台劇の中で、2つの場面の橋渡しをするための音楽や効果音などを指す。お笑いにおいては、この場面のつなぎの音を演者自身がパフォーマンスし発するものを指す。

## ブリッジの役割
ブリッジの多くは一定のリズムを伴う。そのためブリッジを挟むと、ショートコント間の間（ま）を引き締め、テンポ良くリズミカルなネタの流れを生み出す効果がある。
また、ブリッジは連続したショートコントの区切りをはっきりさせる働きも持っている。シュールで万人受けしにくいネタの場合、オチの後にブリッジを使用することで、オチの部分をより鮮明にし、認識しやすくすることができる。このようにブリッジは、笑いを誘うためのテクニックとしての役割も果たしている。
ブリッジが一般に認知されるようになると、ネタのレベルがさほど高くなくてもブリッジだけで客をつかみ笑いを誘導することができるようになる。ただし、乱用すると飽きられやすく、一発屋扱いされる可能性もあるので注意が必要である。
時として、ブリッジのフレーズが一世を風靡することがある。社会現象になったり、流行語大賞に選出・ノミネートされるケースも時折見られる。